# Université du Groenland
L'université du Groenland est une université groenlandaise située à Nuuk, capitale du Groenland, l'unique université du pays.

## Histoire
L'université du Groenland est créée en 1987. Sa fondation représente un symbole d'indépendance et de revitalisation de la culture indigène. À son lancement, les admissions sont réservées aux Groenlandais (Esquimaux et descendants). Les cours sont gratuits et une bourse d'études est attribuée à tous les étudiants. Les Danois résidents au Groenland ne sont pas admis.
En avril 2019, un professeur de la branche caennaise de Sciences Po Rennes initie un partenariat avec l'université du Groenland. L'université de Rouen-Normandie maintient des échanges d'étudiants depuis plusieurs années. En 2020, Aviaja Lyberth Hauptmann, assistante à l'université du Groenland, étudie les bactéries qui se développent dans les zones de grand froid et invite les chefs-cuisiniers à explorer l'usage de ces micro-organismes pour une application culinaire.
Après la pandémie de Covid-19, l'université rouvre ses portes le 27 avril 2020.

## Description
Les cours y sont enseignés en danois et en groenlandais. En 2007, l'université avait un effectif d'environ 150 élèves (205 en 2018), presque tous des habitants locaux, et quelque 14 membres de personnel universitaire et cinq employés administratifs et techniques. L'université a un budget de 14,8 millions DKK. La majorité des chercheurs ne sont pas d'origine groenlandaise.
La bibliothèque nationale du Groenland qui y est située contient près de 18 000 volumes.
Selon la loi sur la commission consultative sur la langue de 1982, l'université sert de secrétariat pour la Commission consultative sur la langue du Groenland.

## Départements
L'université dispose de quatre départements :
- Gestion et économie ;
- Langue, littérature et étude des médias ;
- Culture et histoire ;
- Théologie.

## Élèves
- Vivian Motzfeldt (1997-2000) - femme politique, présidente de l'Inatsisartut depuis 2018[11]